# 아지요시역 (나고야 철도)
아지요시역(일본어: 味美駅, あじよしえき)은 일본 아이치현 가스가이시에 있는 나고야 철도 고마키선의 역이다. 역 번호는 KM11이다.

## 역사
- 1931년 2월 11일: 영업 개시.
- 1980년 5월 29일: 종합 역사 완성.
- 2011년 2월 11일: IC카드 승차권 "manaca" 공용 개시.
- 2012년 2월 29일: 트랜 패스 공용 종료.

## 역 구조
섬식 승강장 1면 2선의 지상역이다. 승강장은 4량 편성까지 대응된다. 또, 역 집중 관리 시스템이 도입된 무인역이다. 개찰구는 역 입구에서 계단을 올라 높은 위치에 있다. 역사나 플랫폼은 과선교로 연결되어 있다. 화장실은 개찰구 내의 역사 내에 있고 엘리베이터가 설치되지 않았다. 역사 내에는 구형 단추식의 자동 매표기가 2대, 자동 정산기가 1대, manaca입금기가 1대, 자동 개찰기가 2통로 만큼 설치되어 있다. 또한, 본 역에 설치된 자동 매표기와 자동 정산기는 manaca가 사용할 수 없다.
2012년 시점에, 개찰구는 서쪽에만 위치하여 배리어 프리 미대응 역이지만 새로 동쪽 출입구를 설치할 계획이어서 니시구치 역 광장을 포함한 역전의 재정비 및 역 동쪽의 역전 광장 신설 외, 엘리베이터를 설치하는 등의 배리어 프리화도 아울러 검토되고 있다. 이들은 2007년에 책정된 가스가이 시 도시 교류 거점 장래 비전으로 나타냈고, 가스가이 시의 2009년도의 시정 방침에 대해서도 계속 나타나고 있다.

### 승강장
| 번호 | 노선       | 방향 | 행선                      |
| ---- | ---------- | ---- | ------------------------- |
| 1    | ■ 고마키선 | 상행 | 고마키・이누야마 방면     |
| 2    | ■ 고마키선 | 하행 | 가미이다・헤이안도리 방면 |

- 가스가이 역에 건늠선이 있고, 보통은 사용하지 않지만 2번 선에서 고마키 방향으로 회차 발차가 가능한 배선이다.

## 역 주변
- 가스가이 시립 지타 중학교
- 가스가이 시립 아지요시 중학교
- 가스가이 시립 아지요시 초등학교
- 도카이 교통 사업 조호쿠 선 아지요시 역 - 이 역과 동명의 역이지만, 고마키 선의 역과 조호쿠 선의 역은 700m가량 떨어져 있고 환승역이 아니다.
- 현영 나고야 공항(고마키 공항) - 공항 터미널 빌딩까지 약 3.6 km.
- 야마나카 아지요시점
- 아이치 현도 59호 나고야중앙환상선

## 사진

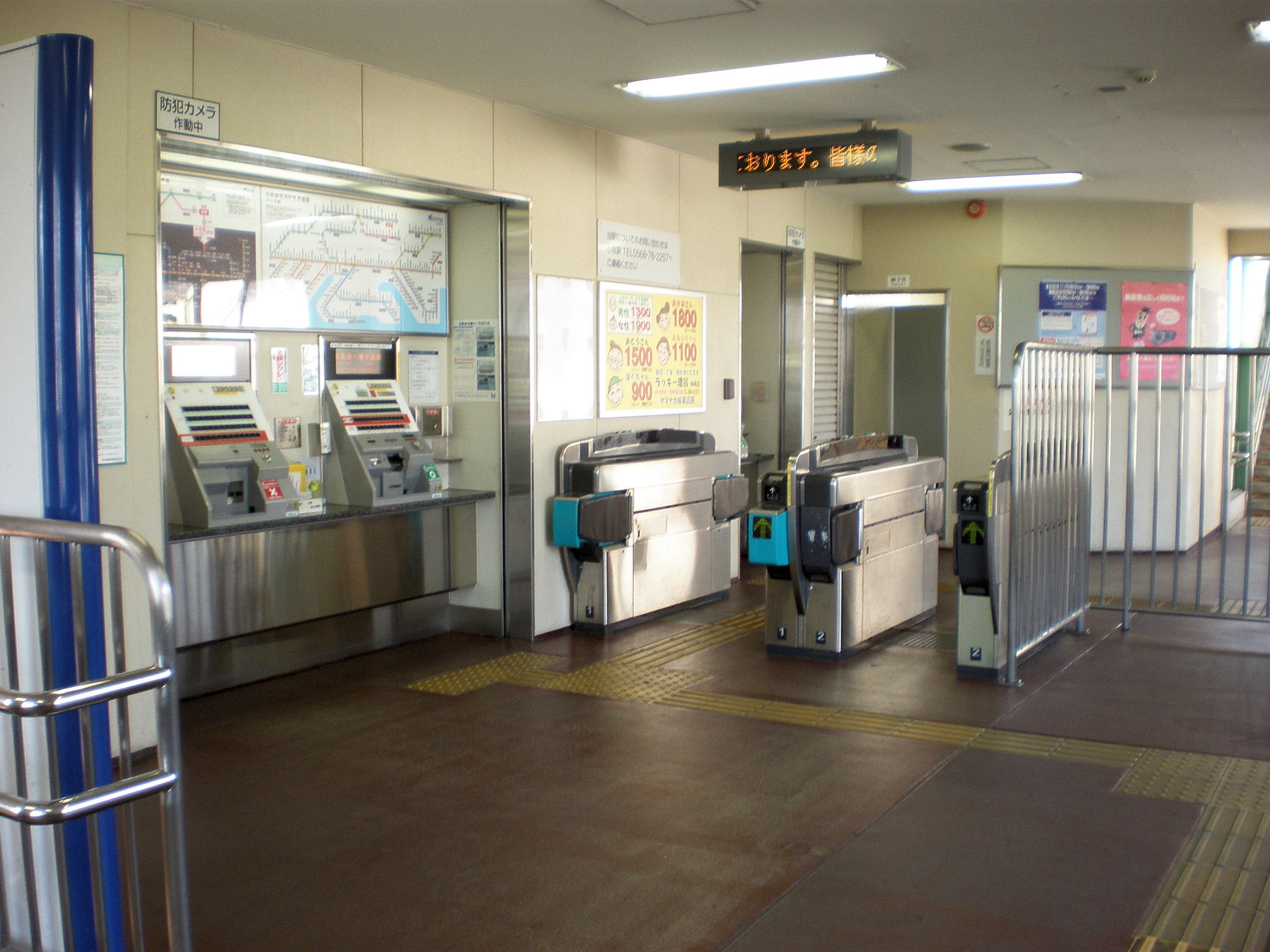
개찰구

## 인접역
| 나고야 철도 ■ 고마키선    | 나고야 철도 ■ 고마키선 | 나고야 철도 ■ 고마키선      |
| ------------------------- | ---------------------- | --------------------------- |
| KM12 아지마 가미이다 방면 |                        | 가스가이 KM10 이누야마 방면 |